# Chlorohippus roseipennis
Chlorohippus roseipennis är en insektsart som beskrevs av Bruner, L. 1911. Chlorohippus roseipennis ingår i släktet Chlorohippus och familjen gräshoppor. Inga underarter finns listade i Catalogue of Life.